# 漢索鎮區 (明尼蘇達州拉基帕爾縣)
漢索鎮區（英語：Hantho Township）是位於美國明尼蘇達州拉基帕爾縣的一個行政鎮區。

## 歷史
漢索鎮區於1878年設立，得名自來自挪威的早期定居者哈爾沃·H·漢索（Halvor H. Hantho）。

## 地方資料
漢索鎮區的面積為86.11平方千米，當中陸地面積為78.33平方千米，而水域面積為7.78平方千米。根據2020年美國人口普查的數據，當地共有人口99人，而人口密度為每平方千米1.15人。